# PINK OCEAN
《PINK OCEAN》(핑크 오션)은 대한민국의 여성 아이돌 그룹 오마이걸의 3번째 미니 앨범이다.

## 개요
전작 《CLOSER》에서 약 5개월 만의 음반이다.

## 수록곡
| #  | 제목                | 재생 시간 |
| -- | ------------------- | --------- |
| 1. | 〈LIAR LIAR〉       |           |
| 2. | 〈B612〉            |           |
| 3. | 〈I FOUND LOVE〉    |           |
| 4. | 〈KNOCK KNOCK〉     |           |
| 5. | 〈한 발짝 두 발짝〉 |           |